# Bullet Train (Film)
Bullet Train ist eine US-amerikanische Actionkomödie des Regisseurs David Leitch, die am 4. August 2022 in die deutschen und am darauffolgenden Tag in die US-amerikanischen Kinos kam. In der Filmadaption des japanischen Romans Bullet Train (Maria Beetle) von Kōtarō Isaka verkörpern Brad Pitt, Brian Tyree Henry, Aaron Taylor-Johnson, Joey King und Andrew Koji die Hauptrollen.

## Handlung
In Tokio bekommt der Profikiller Ladybug nach einer Berufspause von seiner Kontaktperson Maria Beetle den Auftrag, für seinen Kollegen Carver einzuspringen und aus einem Shinkansen-Zug – dem sogenannten „Bullet Train“ – einen Aktenkoffer voller Geld zu stehlen. Zwar kann Ladybug das Gepäckstück schnell lokalisieren und entwenden, muss dabei allerdings feststellen, dass es sich zuvor im Besitz der Auftragsmörder Lemon und Tangerine befunden hat. Diese sind auf dem Weg nach Kyōto, um dem Yakuza-Bandenchef „Der weiße Tod“ seinen aus der Gefangenschaft der Triaden befreiten Sohn samt dem Lösegeldkoffer zu übergeben.
Nach erfolgreichem Diebstahl versucht Ladybug, den Zug an der nächsten Station zu verlassen, wird aber vom einsteigenden Yakuza-Killer „Der Wolf“ daran gehindert, der wiederum auf Rache für seine ermordete Ehefrau aus ist. Der Wolf tötet sich versehentlich selbst im Kampf gegen Ladybug. Dieser versteckt die Leiche im Zug, wird dadurch allerdings zum Weiterfahren gezwungen. Lemon und Tangerine haben unterdessen den Diebstahl des Aktenkoffers bemerkt und finden wenig später den Sohn vergiftet auf. Sie teilen sich auf, um den Verantwortlichen ausfindig zu machen. Als Ladybug und Lemon aufeinander treffen, kann Ladybug Lemon bewusstlos schlagen und versteckt den Geldkoffer im Zugrestaurant.
Wenig später findet die Auftragsmörderin „Der Prinz“ den Geldkoffer. Sie präpariert das Gepäckstück sowie eine Pistole jeweils mit einer Sprengfalle und übergibt beides an den Killer des Weißen Tods Yuichi Kimura, den sie zuvor in den Zug gelockt hat, indem sie dessen Sohn von einem Hochhausdach warf. Sie erpresst Kimura damit, das komatöse Kind durch einen im Krankenhaus bereitstehenden Killer ermorden zu lassen, sollte er den Koffer nicht an den Weißen Tod übergeben und diesen dadurch töten. Beide werden im Zug mit dem Koffer allerdings von Lemon entdeckt, der auf Kimura feuert. Der Prinz erschießt Lemon scheinbar und platziert den Koffer wieder in Ladybugs Versteck.
Währenddessen kommt es zum Kampf zwischen Tangerine und Ladybug, bei dem letzterer sich entscheidet, den Auftrag fallen zu lassen. Als Tangerine von Ladybug fordert, ihm bei seinem Problem mit dem Weißen Tod zu helfen, und ihn nicht aussteigen lassen will, stößt Ladybug Tangerine an der nächsten Station aus dem Zug. Tangerine springt auf den wieder anfahrenden Zug, dringt durch ein Fenster ein und findet Lemons scheinbar leblosen Körper. Prinz versucht sich gegenüber Tangerine als Entführungsopfer darzustellen, wird von diesem aber der Lüge überführt und flieht. Ladybug erkennt, wer der wahre Mörder des Sohns vom Weißen Tod ist: eine Killerin namens „Die Wespe“. Diese hat die gesamte Hochzeitsgesellschaft des Wolfs und den Sohn mit dem Schlangengift einer Boomslang getötet, und nun versucht sie dies auch bei Ladybug. Dieser kann jedoch der Wespe ihre eigene Giftspritze verpassen und sich selbst ihr Gegengift. Tangerine trifft erneut auf Prinz und erkennt sie als Lemons Mörderin, wird jedoch von Ladybug, der hereinplatzt und die Situation falsch versteht, im Kampf um seinen eigenen Revolver versehentlich erschossen.
An der nächsten Station steigt Kimuras Vater, genannt „Der Älteste“, in den Zug ein. Er trifft auf Prinz und informiert sie, dass er den Killer, den sie auf seinen Enkel angesetzt hat, seinerseits umbringen ließ. Er offenbart Ladybug, dass sein Meister Minegishi, dessen Gefolgschaft und seine Ehefrau einst vom Weißen Tod umgebracht wurden. Dieser ist ein Krimineller russischer Abstammung, der dadurch Minegishis Organisation übernahm. Nun ist „Der Älteste“ ebenfalls auf Rache aus. Sie finden Kimura und Lemon, die beide zwar verletzt sind, aber noch leben, und erarbeiten einen Plan für das bevorstehende Zusammentreffen mit dem Weißen Tod. Im Bahnhof von Kyōto übergibt Ladybug den Gefolgsleuten des Weißen Tods den Geldkoffer. Einige öffnen ihn und werden durch den Sprengsatz getötet. Der Weiße Tod entpuppt sich als Prinz’ Vater, der seiner Tochter nie genügend Aufmerksamkeit geschenkt und daher ihren Hass auf sich gezogen hat. Es kommt zum Kampf zwischen dem Ältesten und dem Weißen Tod, während Lemon den Zug unkontrolliert in Fahrt setzt.
Ladybug aktiviert die Notbremse, worauf der Zug entgleist und in die Häuser von Kyōto stürzt. Als die Beteiligten aus den Waggonwracks klettern, kommt es zur finalen Konfrontation mit dem Weißen Tod. Dieser hat nicht nur Ladybug, sondern auch die Wespe sowie Lemon und Tangerine engagiert mit dem Ziel, sich gegenseitig umzubringen, da er sie für den Tod seiner Frau mitverantwortlich macht. Es stellt sich heraus, dass nicht Ladybug, sondern der ursprünglich für die Zugfahrt vorgesehene Carver den Mord an der Ehefrau des Weißen Tods beging, der eigentlich ihm galt. Als der Weiße Tod Ladybug mit der Pistole seiner Tochter erschießen will, reißt ihm der Sprengsatz in der Pistole die rechte Gesichtshälfte weg. Eben als der Prinz Ladybug, Kimura und den Ältesten erschießen will, wird sie von Lemon mit einem Lieferwagen überfahren. Abschließend wird Ladybug von Maria Beetle abgeholt.

## Produktion

### Entstehung und Besetzung

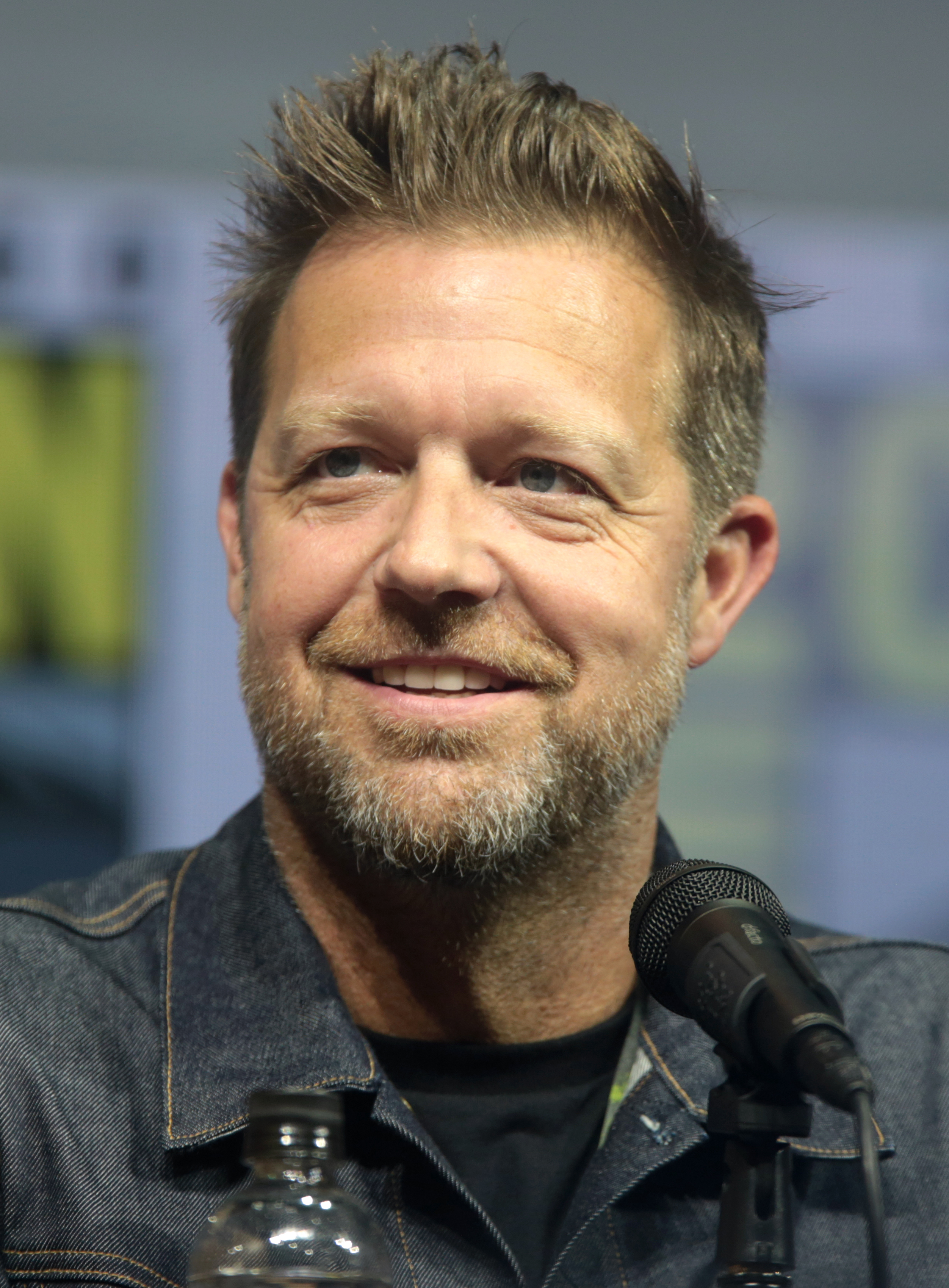
Regisseur David Leitch

Der von Kōtarō Isaka verfasste Roman Maria Beetle erschien 2010 und wurde noch im selben Jahr in Japan zum Bestseller. Trotz dieses Erfolges blieb die Geschichte für Hollywood weitestgehend unbekannt; auch an der englischsprachigen Übersetzung von Sam Malissa zeigte kein Filmstudio Interesse. Erst als sich die beiden japanischen Filmproduzenten Yuma Terada und Ryosuke Saegusa die Verfilmungsrechte des Romans sicherten und ihn auf eine fünfseitige Zusammenfassung herunterbrachen, waren drei Studios interessiert. Sony sicherte sich schließlich die Verfilmungsrechte und wollte Bullet Train zunächst mit Antoine Fuqua als Regisseur und Kat Samick als Produzentin umsetzten.
Im Juni 2020 verpflichtete Sony allerdings David Leitch als neuen Regisseur, während Fuqua weiterhin als Produzent fungierte. Leitch produzierte den Film außerdem zusammen mit Kelly McCormick von 87North und beaufsichtigte eine Überarbeitung des Drehbuches durch Zak Olkewicz, der den eher ernsten Actionfilm zu einer Actionkomödie umschrieb. Im Zuge der Ankündigung wurde der Film, dessen Romanvorlage von fünf Auftragsmördern handelt, die in einem Shinkansen – dem sogenannten „Bullet Train“ – zusammenhängende Aufträge ausführen, als eine Mischung aus den Filmen Speed und Non-Stop beschrieben.
Die Hauptrolle Ladybug wurde im Juli 2020 mit Brad Pitt besetzt, der eine Gage von rund 20 Millionen US-Dollar bekommen haben soll. Unmittelbar nach Pitts Verpflichtung begann die Vorproduktion, woraufhin auch mit Joey King Verhandlungen über eine Rolle im Film geführt wurden. Im September 2020 wurden die Beteiligungen von King und Andrew Koji offiziell bestätigt, während sich im Folgemonat Aaron Taylor-Johnson und Brian Tyree Henry dem Hauptcast anschlossen. Ende des Jahres wurde die Besetzung durch Zazie Beetz, Masi Oka, Michael Shannon, Logan Lerman, Hiroyuki Sanada, Bad Bunny, Sandra Bullock und Karen Fukuhara abgerundet. Ursprünglich sollte auch Lady Gaga eine Rolle in Bullet Train übernehmen; aufgrund von Terminüberschneidungen mit House of Gucci konnte sie allerdings nicht an den Dreharbeiten teilnehmen. Darüber hinaus wollte Regisseur David Leitch neben Ryan Reynolds und Channing Tatum auch einen Cameoauftritt von Keanu Reeves als Therapeut Barry im Film, zu dem es aber nicht kam.

### Dreharbeiten

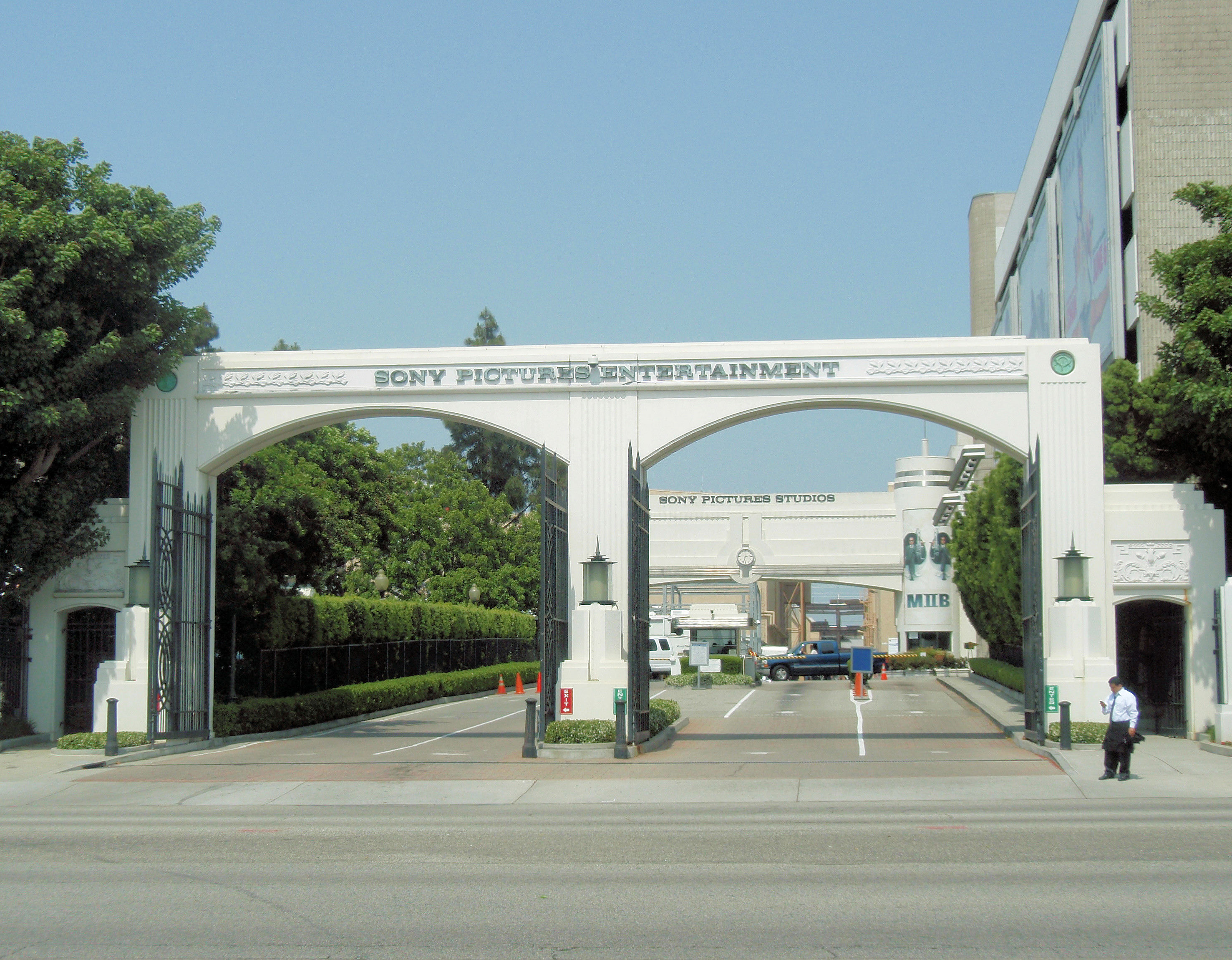
Sony Pictures Studios in Culver City

Die Dreharbeiten begannen Ende Oktober 2020 mit Kameramann Jonathan Sela in den Sony Pictures Studios in Culver City, wo rund 90 % des Bildmaterials entstanden. Es handelte sich um den ersten Film seit über einer Dekade, der in besagten Studios gedreht wurde, da die Filmproduktion einzelne Bühnen übernehmen konnte, als die Fernsehproduktion vor Ort im Zuge der COVID-19-Pandemie vorübergehend eingestellt wurde. Pandemiebedingt wurde das Drehbuch so umgeschrieben, dass der Film an nur einem abgeschlossenen Ort spielt und somit größtenteils durch Studioaufnahmen entstehen konnte. Szenenbildner David Scheunemann entwarf für die Dreharbeiten spezielle Bahnhof-Kulissen, die innerhalb von kurzer Zeit umgebaut und so für insgesamt sieben unterschiedliche Haltestellen genutzt werden konnten. Auch drei Zugabteil-Sets wurden je nach Szene umdekoriert und so für verschiedene Kulissen verwendet.
Für Japan angesetzte Dreharbeiten mussten aufgrund der Pandemie und des Zeitplans von Hauptdarsteller Brad Pitt abgesagt werden; stattdessen drehte vor Ort nur die Second Unit Hintergrundmaterial. Diese Aufnahmen wurden im Anschluss in den Filmstudios auf LED-Bildschirmen als Hintergrund angezeigt. Durch den Verzicht auf viele Außendrehs wurde auch die Einhaltung des Hygienekonzeptes erleichtert, das unter anderem regelmäßige SARS-CoV-2-Tests umfasste. Trotzdem musste der Drehplan Mitte Dezember 2020 aufgrund positiver SARS-CoV-2-Tests am Filmset verändert werden. Noch im selben Monat erfolgten Aufnahmen in Lancaster. Nach einer Drehpause über die Weihnachtsfeiertage wurden die Dreharbeiten schließlich in der zweiten Januarwoche 2021 fortgesetzt und noch im ersten Quartal desselben Jahres abgeschlossen.
Nach Aussage von Second-Unit-Regisseur und Stunt Coordinator Greg Rementer führte Hauptdarsteller Brad Pitt 95 % seiner Stunts selbst aus. Ein Großteil der Kampfszenen wurde laut Regisseur David Leitch von Jackie Chan inspiriert, wobei die Action stets mit Comedy vermischt werden sollte. Pitt verletzte bei einer dieser Kampfszenen versehentlich seinen Schauspielkollegen Aaron Taylor-Johnson an der Hand, woraufhin dieser eine Nacht im Krankenhaus verbringen musste. Auch Brian Tyree Henry zog sich während der Dreharbeiten eine Verletzung am Knie zu und war kurzzeitig auf Gehstützen angewiesen.

### Filmmusik

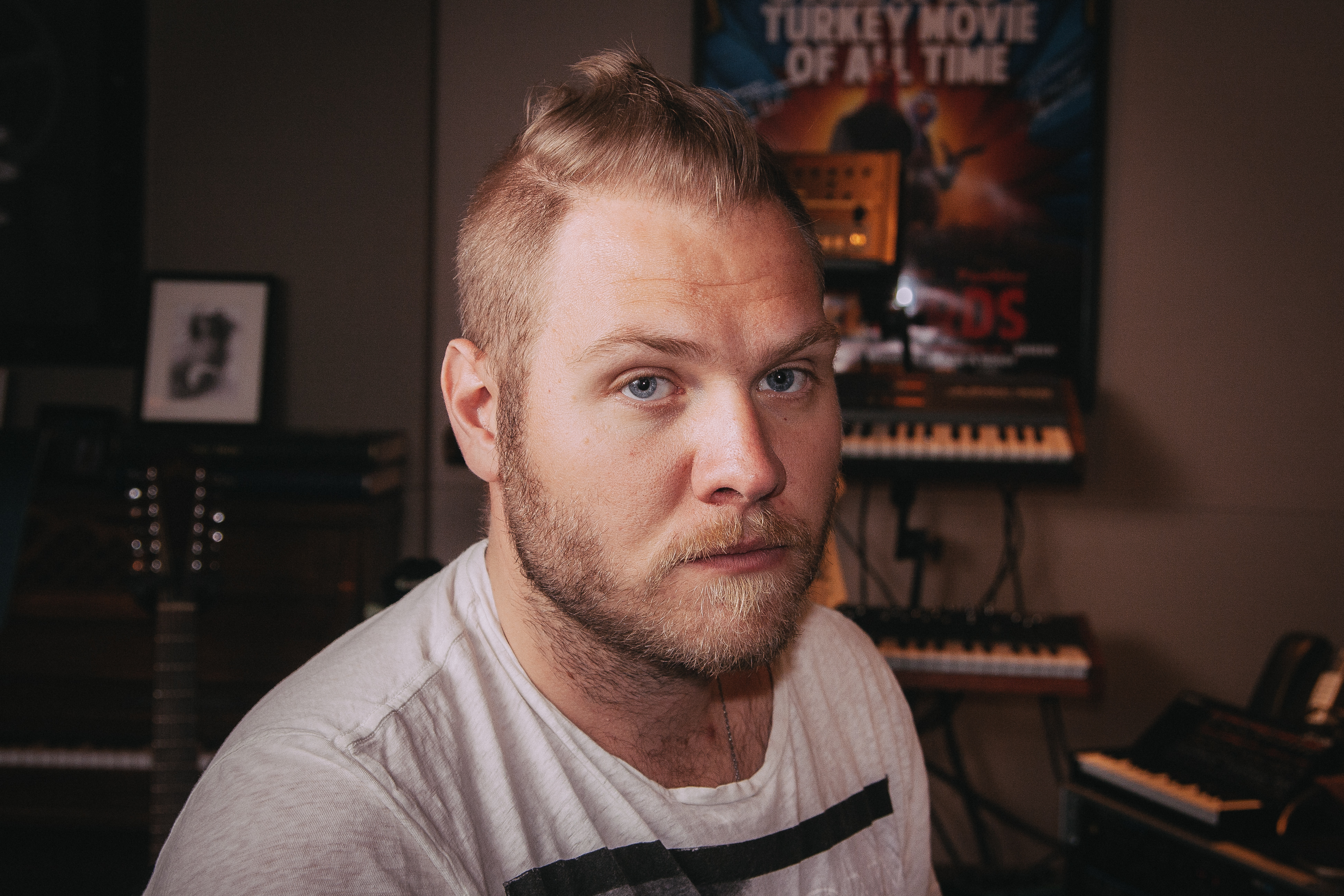
Filmkomponist Dominic Lewis

Für die Filmmusik zeichnete der britische Komponist Dominic Lewis verantwortlich, der einen zum Film passenden „Over-the-Top-Score“ kreieren wollte und den Soundtrack daher absichtlich roh und chaotisch gestaltete. Lewis bekam von Regisseur David Leitch vollkommene kreative Freiheit, wodurch ihm unter anderem Ennio Morricone und die Beatles als Inspiration dienten. Insgesamt arbeitete der Komponist über ein Jahr im Corona-Lockdown an der Filmmusik und spielte Instrumente wie Gitarren, Bässe sowie Keyboards selbst ein, während Matt Chamberlain als Drummer engagiert wurde. Außerdem übernahm Lewis auch Teile des Gesangs, während der Großteil der zumeist wortlosen Vocals hingegen von einem Enka-Sänger stammte. Diese Form des traditionell japanischen Gesangs mit einzigartigem Stil und emotionalem Vibrato stellt die einzige Verbindung zu klassisch japanischer Musik her, da Lewis gänzlich auf japanische Instrumente verzichtete. Weitere Filmmusik wurde von einem 70-köpfigen Orchester eingespielt.
Daneben produzierte Lewis einige bekannte Songs neu, die zum Teil zu musikalischen Motiven für einzelne Figuren werden sollten. Das Repertoire bestand dabei aus populären Liedern der 1960er und 1970er Jahre, die mit Synthiepop der 1980er Jahre und Grunge der 1990er Jahre kombiniert wurden. So wurde der von Alejandro Sanz gesungene Daddy-Yankee-Song La Despedida zum Titellied für den Wolf und My Time To Shine von UPSAHL zum Thema für den Prinzen. Daneben entstanden eine Neuinterpretation des Bee-Gees-Songs Stayin’ Alive durch den japanischen Sänger Avu-chan und eine neue Version von I’m Forever Blowing Bubbles durch Engelbert, der den Song im von Lewis geforderten „1960er-Vegas-Go-go-Vibe“ in den Capitol Studios aufnahm. Außerdem steuerten der japanische Sänger Tamio Okuda das Stück Kill Me Pretty und Miki Asakura ein Cover von Bonnie Tylers Holding Out for a Hero zum Soundtrack bei. Alle Songs ließ Lewis durch ein Tonbandgerät laufen, sodass die Lieder wie alte Samples klangen.
Das 14 Musikstücke umfassende Soundtrack-Album wurde über Arista Records am 3. August 2022 veröffentlicht, der von Lewis komponierte Original Motion Picture Score zwei Tage später.

### Veröffentlichung
Ein Trailer zu Bullet Train wurde am 2. März 2022 veröffentlicht. Der Film feierte am 18. Juli 2022 im Le Grand Rex in Paris seine Weltpremiere; am darauffolgenden Tag erfolgte eine Aufführung im Berliner Zoo Palast. Auch auf dem 75. Locarno Film Festival in der Schweiz wurde der Film am 3. August 2022 vorgestellt. Bullet Train sollte ursprünglich am 14. Juli 2022 in die deutschen und am darauffolgenden Tag in die US-amerikanischen Kinos kommen. Später erfolgten zwei kleinere Verschiebungen des US-amerikanischen Kinostarts, so zunächst auf den 29. Juli und später auf den 5. August 2022. In Deutschland lief der Film bereits einen Tag zuvor in den Kinos an.

## Synchronisation
Die deutschsprachige Synchronisation entstand nach einem Dialogbuch und unter der Dialogregie von Elisabeth von Molo bei Iyuno Germany.
| Rolle                     | Darsteller           | Synchronsprecher          |
| ------------------------- | -------------------- | ------------------------- |
| Ladybug                   | Brad Pitt            | Tobias Meister            |
| Lemon                     | Brian Tyree Henry    | Jan-David Rönfeldt        |
| Tangerine                 | Aaron Taylor-Johnson | Marius Clarén             |
| Der Prinz                 | Joey King            | Samina König              |
| Yuichi Kimura / Der Vater | Andrew Koji          | Florian Clyde             |
| Der Älteste               | Hiroyuki Sanada      | Roberto Guerra            |
| Maria Beetle              | Sandra Bullock       | Bettina Weiß              |
| Der weiße Tod             | Michael Shannon      | Tim Moeseritz             |
| Der Sohn                  | Logan Lerman         | Sascha Werginz            |
| Der Wolf                  | Bad Bunny            | Sebastian Christoph Jacob |
| Die Wespe                 | Zazie Beetz          | Runa Aléon                |
| Passagier                 | Channing Tatum       | Daniel Fehlow             |
| Jeff Zufelt               | David Leitch         | Viktor Neumann            |

## Rezeption

### Altersfreigabe
In den Vereinigten Staaten erhielt Bullet Train von der MPA für starke sowie blutige Action, die Sprache und leichte Sexualität ein R-Rating. In Deutschland wurde der Film von der FSK mit einer Freigabe ab 16 Jahren versehen. In der Freigabebegründung heißt es, Bullet Train enthalte eine Vielzahl an Action- und Kampfszenen, bei denen es oft zu drastischer Gewalt und brutalen Tötungen komme. Allerdings würden diese Szenen immer wieder von Humor, Ironie und skurrilen Wendungen gebrochen und dadurch in ihrer Wirkung gemildert werden. Insgesamt sei der Film als realitätsferne Actionfarce erkennbar, sodass leicht eine emotionale Distanz zu den Geschehnissen gewahrt und auch drastische Gewaltmomente angemessen eingeordnet werden könnten.

### Whitewashing-Vorwürfe
Die japanischen Reaktionen nach der Veröffentlichung des Trailers zu Bullet Train waren gespalten. Einerseits wurde die futuristische, realitätsferne Cyberpunk-Darstellung von Tokio als „hollywood-stilisiert“ bezeichnet, der Film andererseits aber trotz großer Abweichungen vom Roman heiß erwartet. David Inoue von der Japanese American Citizens League bezeichnete es als Whitewashing, dass in der Verfilmung überwiegend US-amerikanische Schauspieler die japanischen Figuren des Romans verkörpern, während gleichzeitig das ostasiatische Setting beibehalten werde. Bullet Train scheine dabei dem Ansatz nachzugehen, dass Blockbuster mit asiatischen Hauptdarstellern keinen Erfolg haben könnten, obwohl Filme wie Crazy Rich oder Shang-Chi and the Legend of the Ten Rings das Gegenteil bewiesen hätten. Japanische Schauspieler wie Andrew Koji, Hiroyuki Sanada, Masi Oka oder Karen Fukuhara seien in Bullet Train größtenteils nur Nebendarsteller; trotzdem werde die Besetzung von Brad Pitt durch seine große Popularität in Japan begrüßt. Eric Francisco von Inverse.com kritisiert überdies, dass die Hauptdarsteller Koji und Sanada kaum im Promomaterial zum Film zu sehen seien, während beide Schauspieler ebenso kein Top Billing im Abspann erhalten hätten.
Milton Liu von der Asian American Media Alliance verteidigte Bullet Train insofern, als die Filmemacher nicht nur die Darsteller, sondern die Figuren im Allgemeinen an ein eher westliches Publikum angepasst hätten und die Besetzung daher weniger problematisch sei als bei Filmen wie Ghost in the Shell oder Aloha – Die Chance auf Glück. Kritisiert wurde von Liu hingegen, dass ein Großteil der Antagonisten japanisch sei und so insbesondere Asiaten in ein eher schlechtes Licht gerückt werden würden. Ebenso verurteilte er die „stereotypischen Japan-Elemente“ wie Nō-Masken oder die Samurai-Thematik, durch die das ganze Land samt seiner Kultur karikiert werde. Andernorts wurde die dargestellte Gesetzlosigkeit Japans kritisiert.
Executive Producer Yuma Terada verteidigte die Casting-Entscheidungen und gab an, man müsse nicht immer den Ethnien einer Vorlage folgen, sondern wollte einfach nur die bestmögliche Umsetzung produzieren. Auch Bullet-Train-Romanautor Kōtarō Isaka war mit der Filmadaption zufrieden und bekräftigte, dass die Romanfiguren ethnisch formbar und nicht einmal richtige Personen seien. Für ihn und Sony-Präsident Sanford Panitch biete Bullet Train hingegen die Möglichkeit, gleichzeitig erfolgreich sein und einem internationalen Publikum die japanische Kultur sowie möglicherweise auch andere Werke von Isaka näherbringen zu können. Drehbuchautor Zak Olkewicz gab an, dass sich die Geschichte im Kern weiterhin um drei Generationen einer japanischen Familie drehe, während sich Regisseur David Leitch gegen eine Verlegung des Handlungsortes aussprach, da Tokio genauso international wie andere europäische Städte sei.
Guy Aoki vom Media Action Network for Asian Americans bezichtigte Autor Kōtarō Isaka nach dessen Rechtfertigungen, das Geld aus Hollywood dankend entgegenzunehmen und dafür über das Whitewashing hinwegzusehen. In der Romanverfilmung werde kaum noch Japanisch gesprochen, gleichzeitig aber die Besetzung von weißen, schwarzen und lateinamerikanischen Darstellern als „Triumph der Diversität“ verkauft. Dass überhaupt auf große Hollywood-Stars gesetzt werden müsse, stelle für Aoki das Drehbuch und die Qualität der Geschichte infrage.

### Kritiken
Bullet Train konnte 53 % der 342 bei Rotten Tomatoes gelisteten Kritiker überzeugen und erhielt dabei eine durchschnittliche Bewertung von 5,6 von 10 Punkten. Als zusammenfassendes Fazit zieht die Seite, die farbenfrohe Besetzung und die schnelle Action könnten irgendwann nur noch mit Mühe darüber hinwegtäuschen, dass die Handlungslokomotive nicht mehr richtig ziehe. Bei Metacritic erhielt der Film basierend auf 61 Rezensionen einen Metascore von 49 von 100 möglichen Punkten.
Maria Wiesner von der FAZ bezeichnet Bullet Train als unterhaltsames Actionkino, das die Erwartungen vollends erfüllen könne. Hauptdarsteller Brad Pitt werde von Regisseur David Leitch genretypisch als alter Haudegen inszeniert, der eigentlich mit seiner Vergangenheit abgeschlossen habe. Im Gegensatz zu anderen Genrevertretern sei die Action dabei allerdings kein wildes Durcheinander; stattdessen ergänze Leitch die kreativen Kampfszenen um skurrile Wortgefechte, die glatt aus einem Film der Coen-Brüder hätten stammen können. Ebenso erweise sich der Regisseur als ein guter Erzähler, wenn er die Hintergrundgeschichten verschiedenster Figuren innerhalb kürzester Zeit und ohne Worte vermitteln könne.
Auch Leah Greenblatt zieht in ihrer Kritik für Entertainment Weekly ein positives Fazit und attestiert dem Neon-Thriller trotz simplem Konzepts, mit Hochgeschwindigkeit durch die Handlung zu rasen. Bullet Train wirke wie eine künstlerische Agatha-Christie-Verfilmung von Guy Ritchie, in der musikalisch passend unterlegte Tötungssequenzen zur Selbstverständlichkeit werden würden. Die Actionszenen würden sich dabei zwar weder an Logik noch Physik halten, doch durch viele Absurditäten im Stile von Everything Everywhere All at Once und „Testosteron-Possen“ à la Kingsman wirke der Film insgesamt lockerer als andere Genrevertreter. Als einzigen Kritikpunkt nennt Greenblatt die um rund zwanzig Minuten zu lange Laufzeit, während der der Film durch viele Albernheiten eher Chaos stifte, anstatt die Handlung voranzutreiben.
Zu einem gemischten Urteil gelangt Peter Debruge von Variety, der Bullet Train als „karikaturistisch übertriebenen Actionfilm“ beschreibt. Mit einer Mischung aus Kampfkunst und Manga versuche Regisseur David Leitch an Werke von Quentin Tarantino heranzukommen, scheitere dabei aber den eher schwachen Dialogen und dem fehlenden Witz. Im Grunde bestehe der Film nur daraus, Hauptdarsteller Brad Pitt in eine ausweglose Situation nach der anderen zu werfen, aus der dieser dann kreativ entkommen müsse. Die Kampfszenen seien dabei zwar originell, doch die Gefühllosigkeit bei den fast beiläufigen Toden verwundere. Ebenso seien die skurrilen Figuren zwar sympathisch, aber auch zu exzentrisch und hätten banale Motive, sodass es dem Film an Tiefgründigkeit fehle. Diese erzählerischen Schwächen seien allerdings auf die Buchvorlage zurückzuführen, während Leitch alles ihm Mögliche versuche, so viel Abwechslung wie möglich zu erzeugen. Als Fazit zieht Debruge, Bullet Train sei nicht mehr als ein „Live-Action-Cartoon“ mit hochkarätigen Cameos, der sich allerdings zu keinem Zeitpunkt wie das echte Japan anfühle.
Enttäuscht zeigte sich Clarisse Loughrey von The Independent, für die Brad Pitts präzises Timing bei Witzen an eine alberne Actionkomödie verschwendet werde. Die skurrile Theatralik und die aufgesetzte Coolness wirkten bemüht; ebenso setzte Regisseur David Leitch eher darauf, den Stil von anderen Filmen zu kopieren, anstatt seine eigene Handschrift in Bullet Train einzubringen. So werde der Film am Ende zu einer CGI-Schlacht mit eintönigen Figuren, der sich zudem noch über die japanische Kultur lustig mache. Das chaotische Drehbuch von Zak Olkewicz wirke dabei selbstgefällig und schaffe es nicht, den Geist der Romanvorlage einzufangen.

### Einspielergebnis
Am Startwochenende konnte Bullet Train mit einem Einspielergebnis von 30,1 Millionen US-Dollar die Spitzenposition der US-amerikanischen Kino-Charts erreichen, während der Film in Deutschland mit 125.000 Kinobesuchern den dritten Platz belegte. Dem Budget von rund 90 Millionen US-Dollar stehen weltweite Einnahmen aus Kinovorführungen in Höhe von rund 239,3 Millionen US-Dollar gegenüber, von denen Bullet Train allein 103,4 Millionen im nordamerikanischen Raum einspielen konnte. In Deutschland verzeichnete der Film 770.467 Kinobesucher.

### Auszeichnungen
Art Directors Guild Awards 2023
- Nominierung für das Beste Szenenbild eines zeitgenössischen Films (David Scheunemann)[59]

Critics’ Choice Super Awards 2023
- Nominierung als Bester Actionfilm
- Nominierung als Bester Schauspieler in einem Actionfilm (Brad Pitt)
- Nominierung als Beste Schauspielerin in einem Actionfilm (Joey King)
- Nominierung als Bester Filmbösewicht (Joey King)[60]

MTV Movie & TV Awards 2023
- Nominierung als Bester Nachwuchsdarsteller (Bad Bunny)
- Nominierung für den Besten Kampf (Brad Pitt gegen Bad Bunny)[61]

People’s Choice Awards 2022
- Nominierung als Bester Film
- Nominierung als Bester Actionfilm
- Nominierung als Bester Schauspieler (Brad Pitt)
- Nominierung als Beste Schauspielerin (Joey King)
- Nominierung als Beste Schauspielerin in einem Actionfilm (Joey King)[62]

Saturn-Award-Verleihung 2024
- Nominierung als Bester Action- oder Abenteuerfilm

Society of Camera Operators Awards 2023
- Nominierung als Bester Kameraoperateur (Lukasz Bielan)[63]